# ترینشات

ترینشات (به کاتالان: Trinxat) یک غذای کاتالونیایی است که با سیب‌زمینی، کلم‌برگ و گوشت خوک تهیه می‌گردد. این نام، اسم مفعول کلمهٔ ترینشا می‌باشد که در زبان کاتالان معنی "بریدن" را می‌دهد.